# Stazione di Luras
La stazione di Luras è una stazione ferroviaria al servizio del comune di Luras, sulla ferrovia Sassari-Tempio-Palau, situata nel territorio comunale di Calangianus. Dal 1997 viene utilizzata esclusivamente nell'ambito del servizio ferroviario turistico Trenino Verde.

## Storia
La nascita dello scalo ferroviario di Luras si deve alla costruzione della Monti-Tempio - insieme alla tratta Cagliari-Isili prima linea pubblica a scartamento ridotto della Sardegna - avvenuta negli anni ottanta dell'Ottocento ad opera delle Strade Ferrate Secondarie della Sardegna (SFSS), che fu anche il primo gestore dell'impianto. Quest'ultimo venne inaugurato insieme alla ferrovia il 15 febbraio 1888.

La stazione nel 1932, con il treno inaugurale del tronco ferroviario Luras-Palau, che completò il collegamento su rotaia tra quest'ultimo centro e Sassari

Passata alla gestione delle Ferrovie Complementari della Sardegna nel 1921, negli anni trenta la stazione assunse caratteristiche di scalo di diramazione in seguito alla costruzione di una nuova ferrovia, la Sassari - Tempio - Palau, progettata e realizzata dalle Ferrovie Settentrionali Sarde sfruttando il tronco a scartamento ridotto preesistente tra Tempio Pausania e lo scalo. Furono quindi potenziate le infrastrutture dell'impianto stante questo nuovo ruolo nella rete complementare del nord Sardegna: l'attività sotto la gestione congiunta FCS-FSS iniziò il 18 gennaio 1932; in seguito la gestione della linea per Sassari e Palau passò alle Strade Ferrate Sarde nel 1933. Questa società oltre ad aver assorbito le FSS, acquisì la maggioranza azionaria delle FCS, divenendo nel 1941 l'unico gestore dell'impianto.

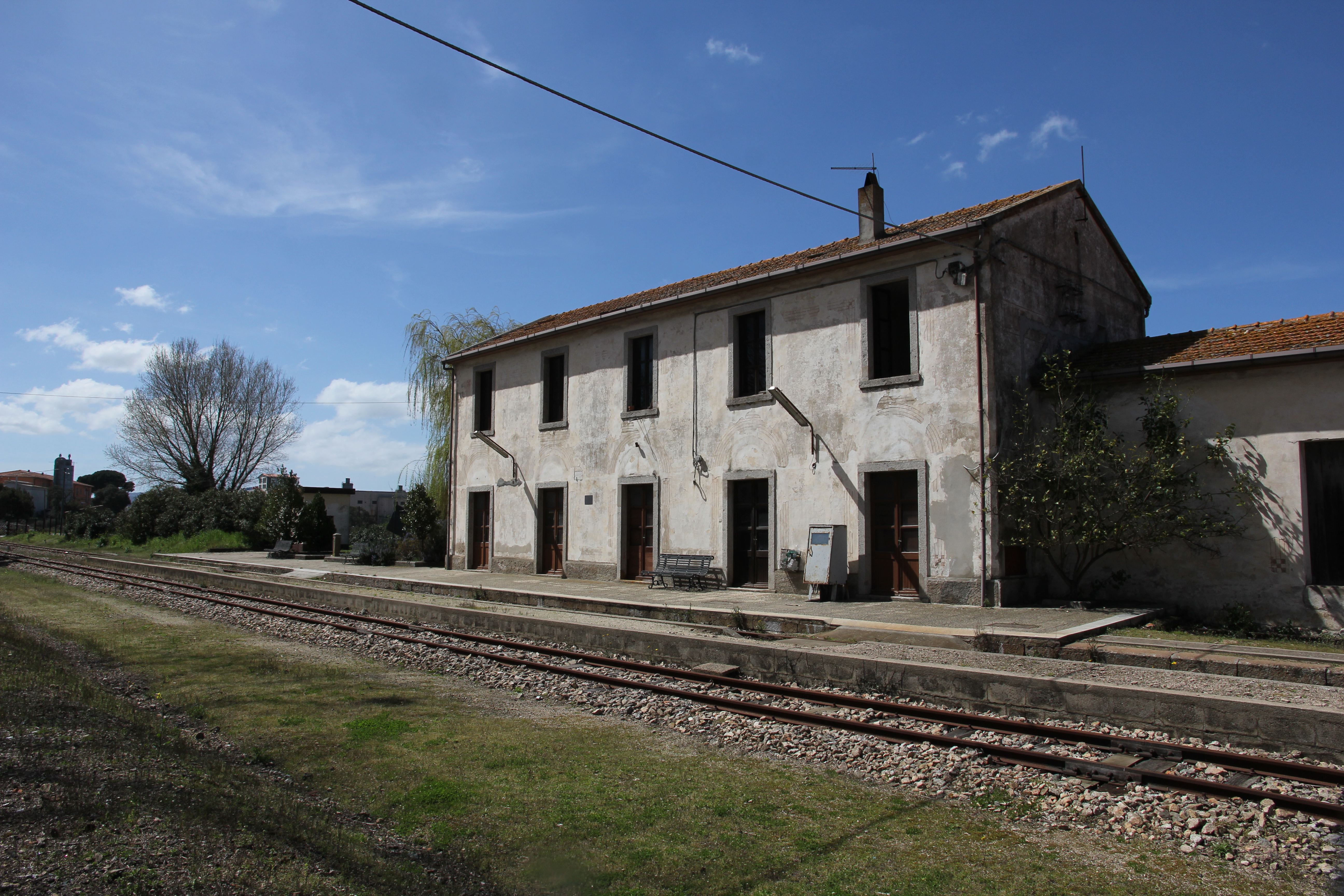
Il fabbricato viaggiatori di Luras chiuso al pubblico: dal 1997 la stazione è in disuso per buona parte dell'anno

Nel secondo dopoguerra si paventò a livello ministeriale l'ipotesi della dismissione della Monti-Tempio, fatto che poi si concretizzo con la chiusura della linea tra Monti e l'impianto il 20 luglio 1958. La stazione, insieme alla fermata di Nuchis, fu l'unico scalo della linea realizzato dalle SFSS a restare attivo dopo tale chiusura, continuando ad essere impiegato (seppur ridimensionato nell'infrastruttura ferroviaria) dai treni attivi lungo la Sassari-Tempio-Palau.
Alla gestione SFS subentrò quella governativa delle Ferrovie della Sardegna nel 1989: fu durante questa amministrazione che lo scalo di Luras perse importanza a causa della riorganizzazione del sistema dei trasporti pubblici in Sardegna che portò, fra le altre cose, alla chiusura al servizio di trasporto pubblico della tratta Nulvi-Palau e di conseguenza alla regolare attività della stazione che, a far data dal 16 giugno 1997, viene utilizzata esclusivamente per scopi turistici soprattutto nel periodo estivo, nell'ambito del servizio Trenino Verde dell'ARST - dal 2010 gestore unico della linea.

## Strutture e impianti

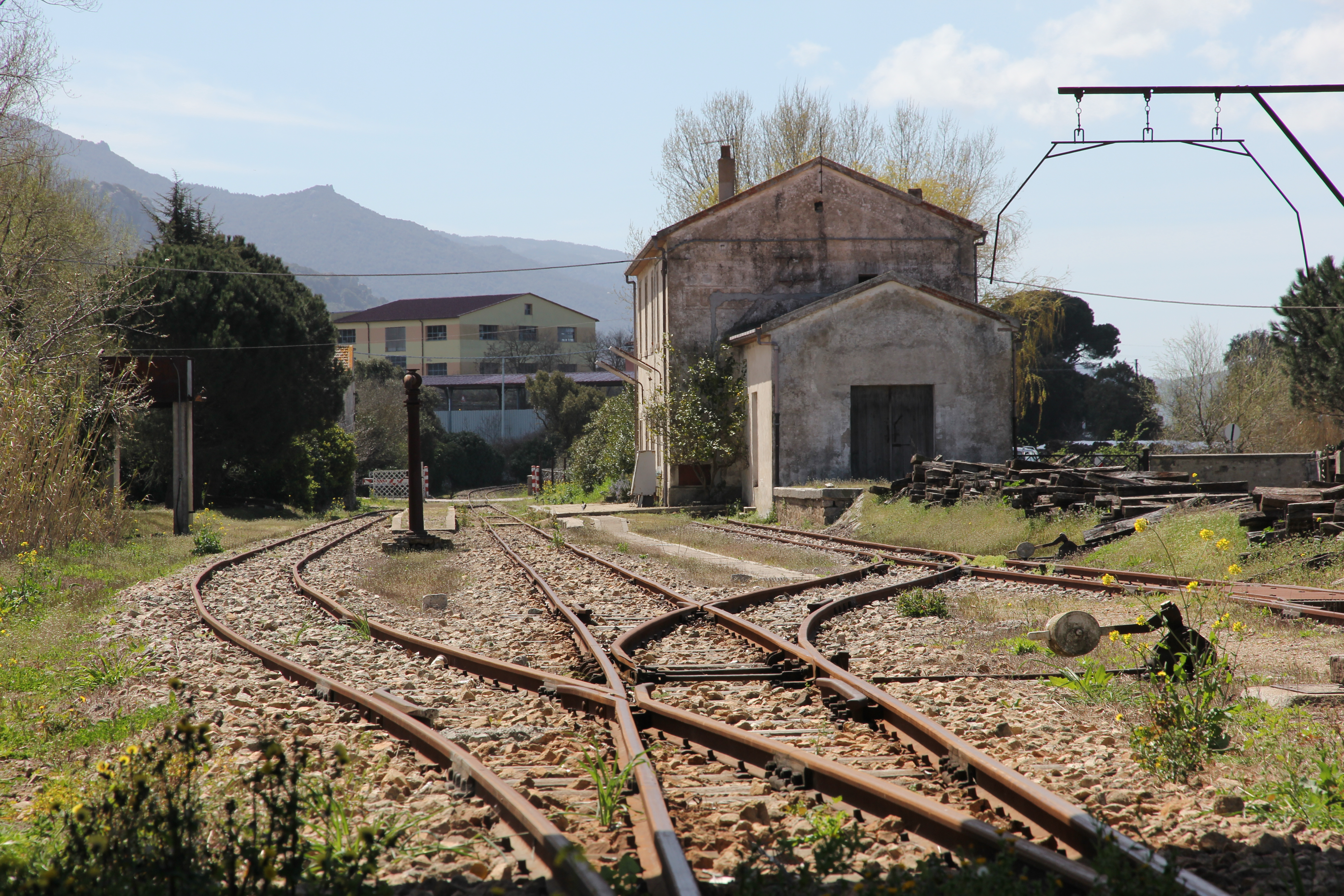
L'area di stazione vista in direzione di Nuchis, con in primo piano i deviatoi lungo il binario di corsa

Lo scalo è ubicato sulla strada provinciale nº 136 a meno di un chilometro dall'abitato di Luras e da quello di Calangianus, di cui fa parte amministrativamente. Dista 102 km da Sassari e 48 da Palau Marina e si trova ad un'altezza di 458 metri sul livello del mare.
Dal punto di vista ferroviario la stazione è dotata di tre binari a scartamento da 950 mm, di cui l'uno di corsa ed il due passante utilizzati per la sosta dei treni turistici, oltre ad un tronchino che si attesta dinanzi al magazzino merci della stazione. Entrambi i binari passanti sono serviti da banchine, di cui una attigua al fabbricato viaggiatori, collegate da una passerella sui binari. Tale schema del piano del ferro era integrato con la linea per Monti in attività da un terzo binario passante, col binario due che rappresentava il binario di corsa in direzione Monti e col tronchino che aveva caratteristiche di binario passante (con estremità tronche).

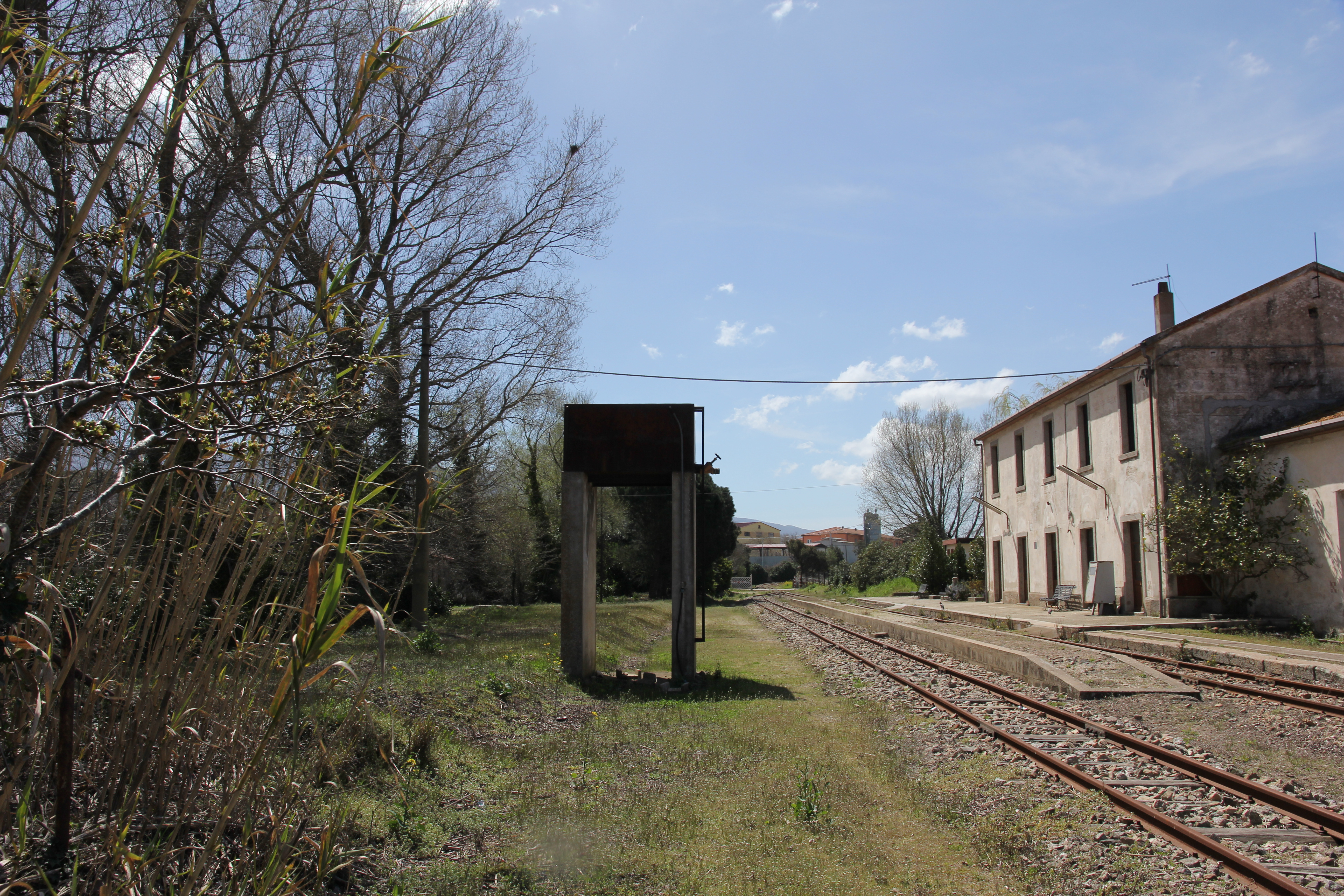
Il serbatoio idrico della stazione

Il fabbricato viaggiatori è un edificio a pianta rettangolare sviluppato su due piani e dotato di cinque ingressi. Diversi interventi architettonici ne hanno modificato alcune caratteristiche, come la trasformazione estetica della facciata nello stile anni trenta tipico delle linee FSS-SFS e la ricostruzione del magazzino merci, divenuto a doppio spiovente asimmetrico. Quest'ultimo, attiguo al fabbricato viaggiatori si trova ad est in direzione Calangianus ed è servito dal relativo tronchino d'accesso al piano caricatore. Sempre ad est si possono progressivamente osservare il serbatoio dell'acqua a cassone, il rifornitore orientabile, la sagoma limite dei carichi sui carri merci ed il piano per la pesa carri con il relativo locale per il personale addetto alle rilevazioni.

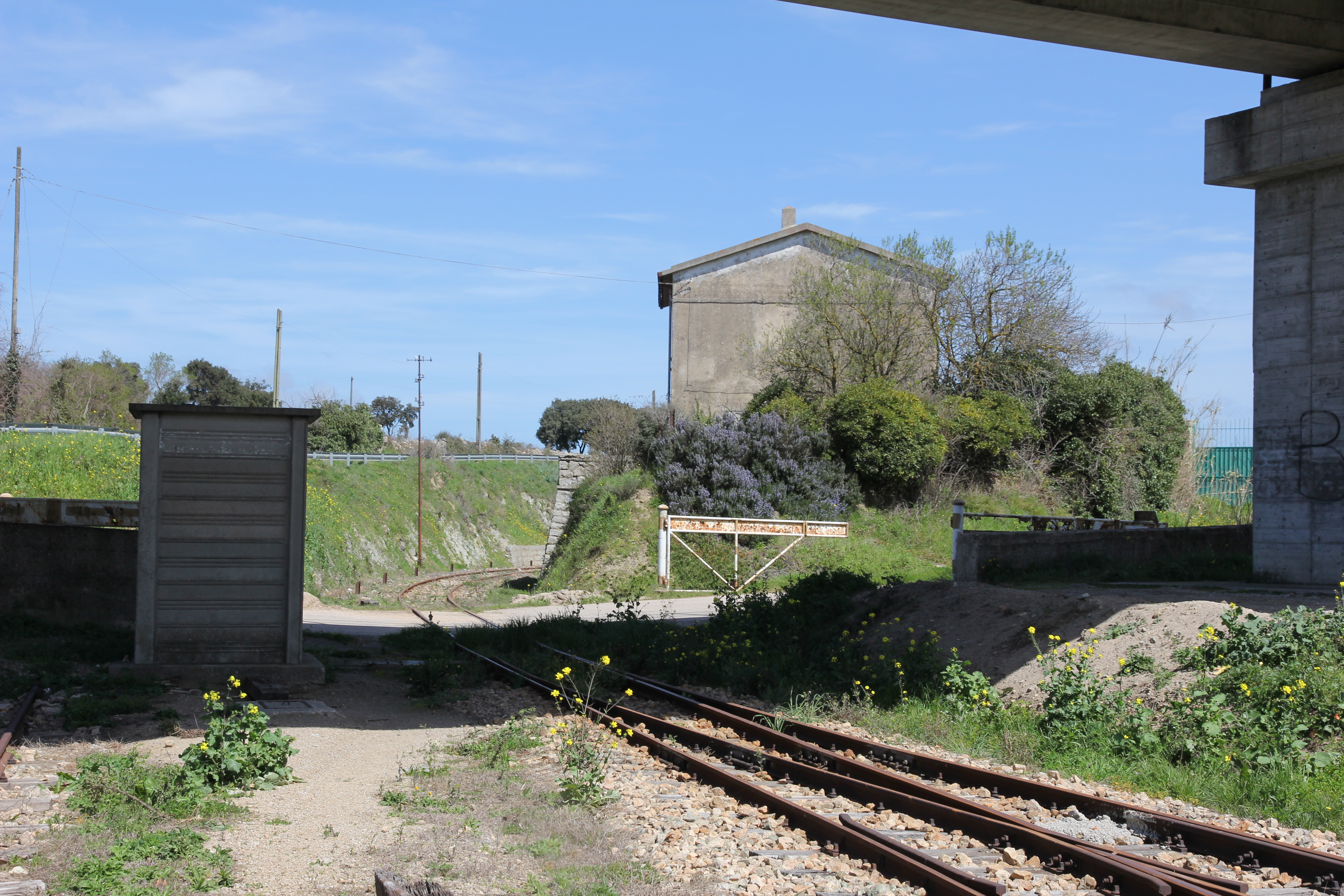
La casa cantoniera situata in uscita dalla stazione in direzione Palau: alla destra del fabbricato si diramava in passato la linea per Monti

Le ritirate sono posizionate in un edificio a sé stante sul lato opposto, in direzione Nuchis, mentre di fronte al fabbricato, oltre i binari, è presente un edificio di circa 6 m², presumibilmente adibito a magazzino.
L'area della stazione è delimitata da due passaggi a livello e da altrettanti caselli ferroviari.

## Movimento

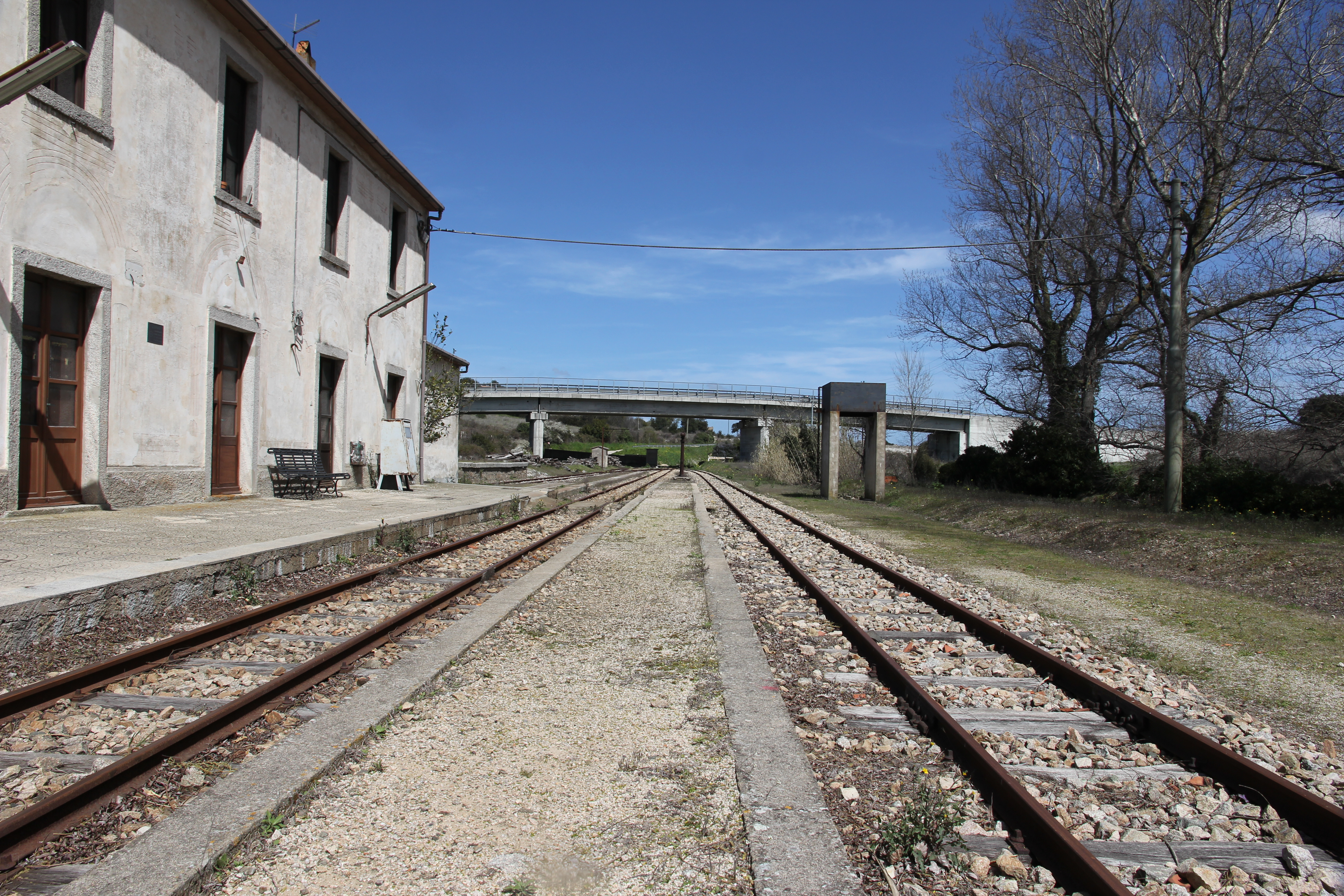
La stazione è abilitata al solo traffico turistico, con corse effettuate in buona parte nella stagione estiva

Sino al giugno 1997, quando il tratto tra Nulvi e Palau della ferrovia fu chiuso al servizio di trasporto pubblico, la stazione era servita dai treni regionali delle diverse concessionarie delle linee a scartamento ridotto del nord Sardegna, ultima delle quali la Ferrovie della Sardegna. 
Dopo di allora lo scalo di Luras è stato interessato esclusivamente dal traffico turistico dei convogli del Trenino Verde, sia quelli viaggianti a richiesta delle agenzie turistiche, che quelli già pianificati per il periodo estivo e aventi generalmente una frequenza di due corse alla settimana.

## Servizi
La stazione è dotata di servizi igienici e di una sala d'attesa tuttavia, dato l'impresenziamento dell'impianto, tali servizi non sono di norma accessibili all'utenza.
- Sala d'attesa
- Servizi igienici

## Interscambi

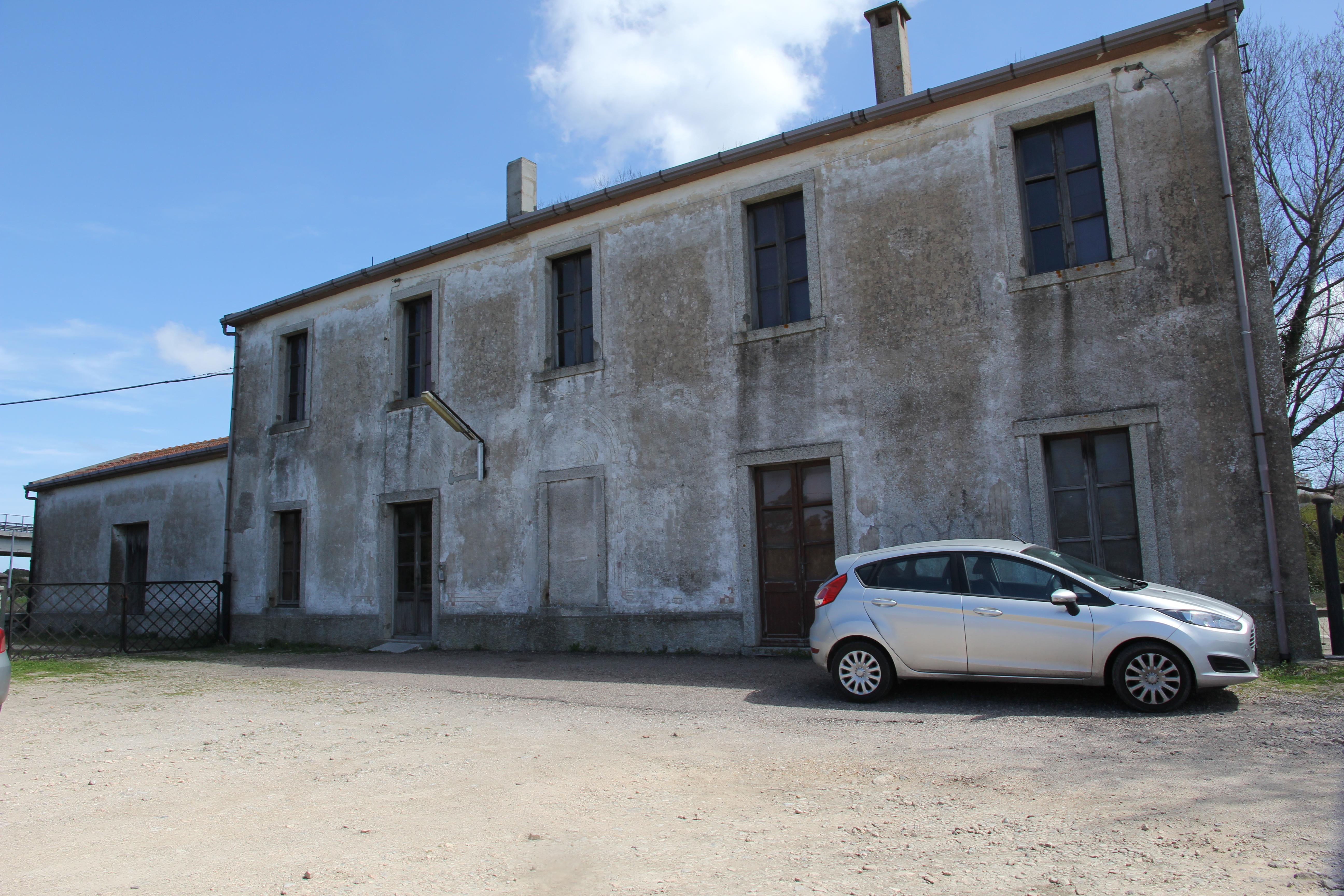
Il fabbricato viaggiatori visto dal piazzale antistante la stazione: qui effettuano fermata i bus dell'ARST

Il piazzale antistante la stazione ospita la fermata dei bus delle autolinee extraurbane dell'ARST.
- Fermata autobus